# Botifarró
El botifarró és un embotit a base de sang, generalment de porc que en principi conté una barreja del mateix greix de l'animal, ceba i altres espècies, a més, conté algun altre ingredient no carni per augmentar el seu volum, com pot ser arròs, cereals o molla de pa. És un aliment que s'elabora en molts països i del qual existeixen moltes varietats. La seva elaboració sol associar-se tradicionalment a la matança del porc. Es tracta d'una botifarra de mida més petita, lligada amb cordills, preparada per ser tallada directament del tros que penja del rebost. A Menorca, a Occitània, a Irlanda i a gran part del domini lingüístic catalanoparlant n'hi ha dues variants: el botifarró negre, que conté sang, i el blanc, que no en conté.

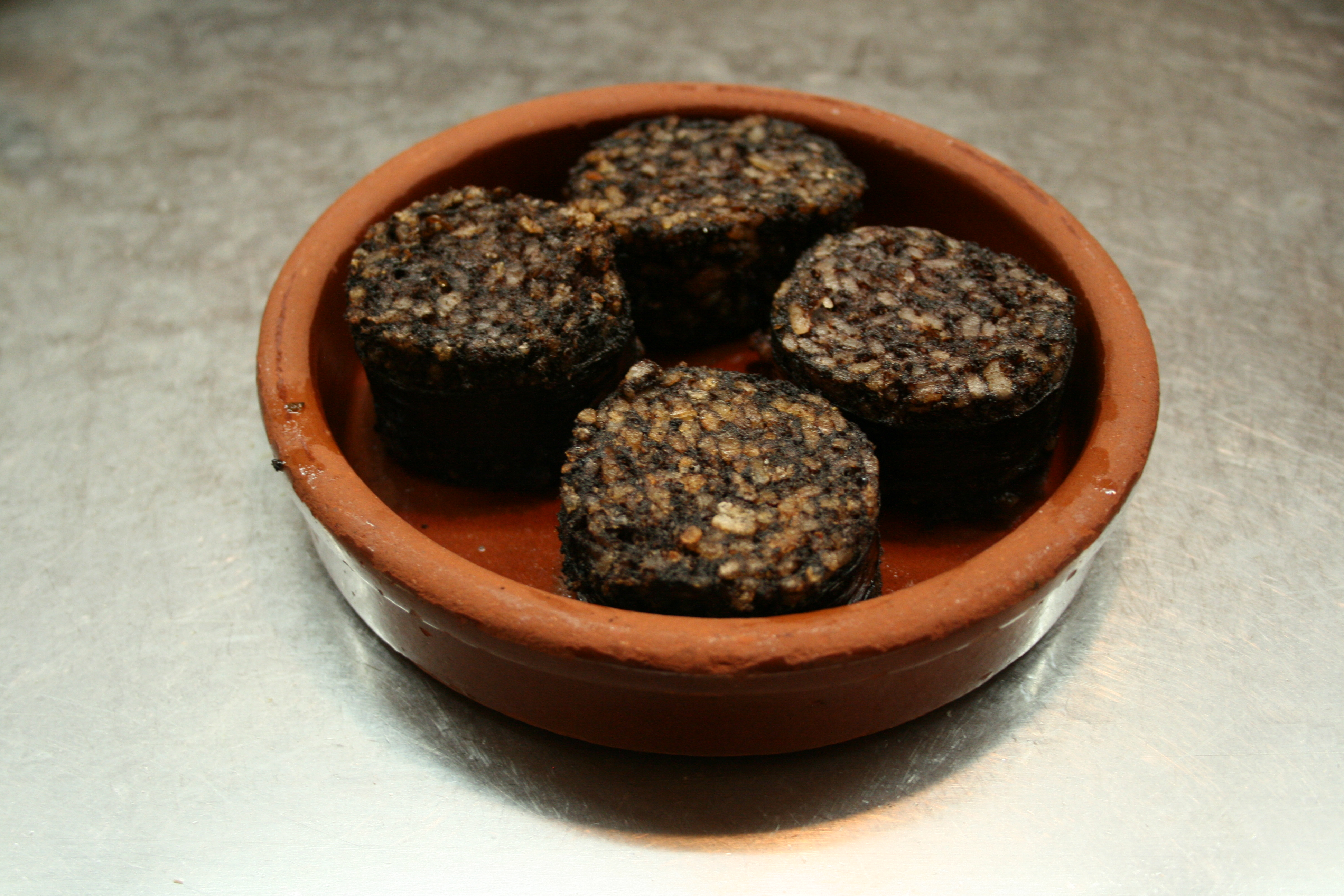
Botifarró d'arròs

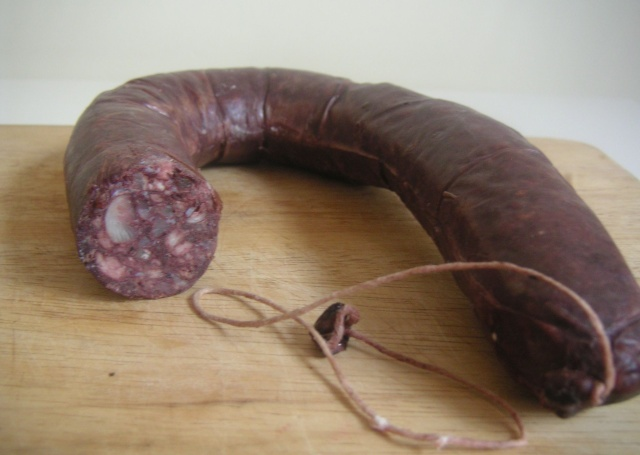
Botifarra negra cuita

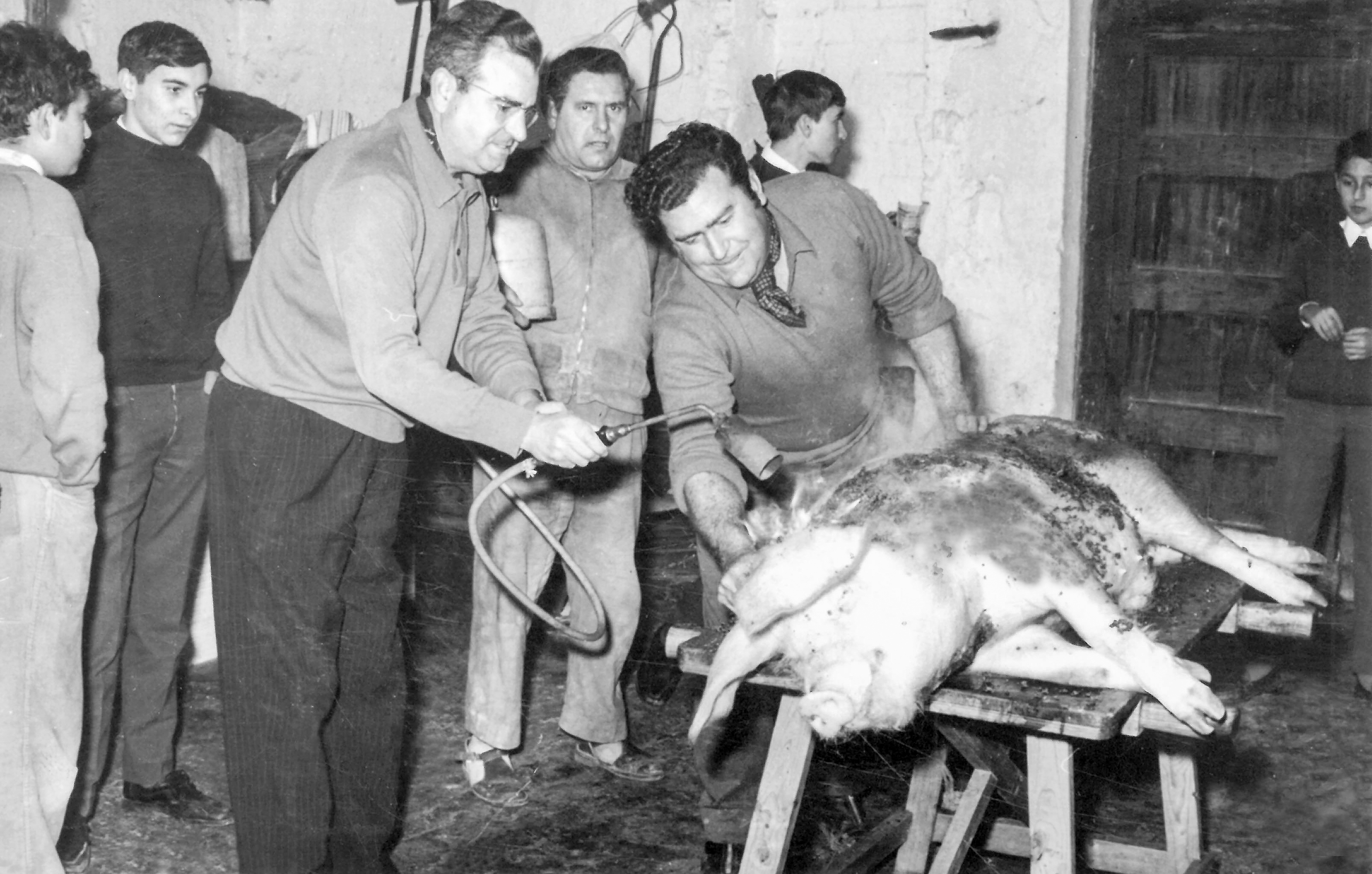
Matança del porc l'any 1970, València.

Els ingredients utilitzats en aquest tipus d'aliment varien segons la regió. Per exemple, en el botifarró procedent de Burgos no s'afegeix carn. Hi ha també variants que incorporen grans d'arròs cuit, conegut com a botifarró amb arròs o el botifarró de ceba, que té com a base ceba i sang. Quan trobem altres ingredients que no siguin la ceba o l'arròs com a predominants, es tracta bàsicament de carn i sang, a València i altres zones pròximes es coneix com a botifarró de carn. És important no confondre el botifarró amb la botifarra negra, que és cuita, o la baldana, amb major quantitat d'arròs. El botifarró es força reconegut en la cuina dels Països Catalans i a Menorca, entre d'altres.

## Etimologia
L'etimologia del mot català botifarró està estretament relacionada amb la paraula botifarra, un embotit de gran tradició dins la gastronomia catalana i d'altres regions. El terme botifarra prové del llatí vulgar botulu, que significava 'embotit' o 'budell farcit'. Aquesta arrel llatina es va conservar en diferents llengües romàniques. El castellà morcilla procedeix del cèltic mukorno, que significava 'monyó',  barrejada amb el significat del basc mukurra, que es refereix a un objecte voluminós i irregular. En portuguès morcela, en francès boudin, en alemany Blutwurst, en flamenc bloedworst o beuling, en italià sanguinaccio, blood sausage, en Estats Units o black pudding en el Regne Unit, etc. Tots relacionats amb productes embotits elaborats a partir de budell farcit de carn, sang o altres ingredients.
El sufix «-ó» que trobem a botifarró és un diminutiu en català, sovint utilitzat per denotar que es tracta d'una versió més petita d'alguna cosa. En aquest cas, botifarró es fa servir per designar una 'botifarra petita', fent referència a la seva mida reduïda en comparació amb altres tipus de botifarres. Aquesta paraula s'ha anat consolidant per descriure un embotit específic que, a més de la mida més petita, sol tenir ingredients concrets com la sang de porc, arròs o ceba, depenent de la variant regional.
Així, el botifarró té una gran presència a la cuina tradicional de diverses regions del domini catalanoparlant, com Catalunya, València i les Illes Balears. La seva denominació, no només reflecteix la seva forma més petita, sinó també la seva distinció d'altres embotits més grans o amb preparacions diferents, com la botifarra negra o la baldana. Al llarg dels segles, el mot ha anat mantenint la seva associació amb l'elaboració artesanal d'embotits, especialment en el context de la matança del porc, una pràctica agrícola i cultural que ha perdurat fins als nostres dies.

## Elaboració
El botifarró és un embotit de carn de porc cuit, forma cilíndrica i una longitud de 10 a 15 cm. Presenta un color fosc característic, a causa de la barreja de carn de porc amb sang. Segons el procediment general, s'elabora a partir d’una combinació de carn magra, greix animal, ceba i sang prèviament conservats amb sal, a la qual s'afegeix diverses espècies com ara pebre negre o pebre vermell i també anís o pinyons. La ceba i el greix congelat es piquen a baixa temperatura, i després s'hi afegeixen la sal, les espècies i la sang, barrejant-ho tot. A continuació, la mescla s'emboteix en tripes naturals d’uns 35-45 mm de diàmetre, que han estat conservades amb sal i esbandides amb aigua neta abans de l’ús. El producte es cou durant 1 hora a una temperatura de 90 a 95 °C, es refreda a l’aire fins a uns 8 a 10 °C i, finalment, es guarda refrigerat a 4 °C. Opcionalment, pot passar per una fase de maduració de dos mesos. Les peces de carn i greix animal se solen picar en una placa de 8 mm i es barregen amb els altres ingredients.
Depenent del tipus de botifarró en les diferents regions del món, patiran diverses variacions en els ingredients o els passos d’elaboració, com per exemple el botifarró de Burgos, que té com ingredient principal l'arròs i també es diferencia d'altres botifarrons pels alts continguts de greix i midó i algunes característiques que dificulten la seva conservació, com un alt pH i activitat d’aigua (aw). Aquest producte es comercialitza com a producte fresc amb una vida útil d’uns vuit a deu dies; tanmateix, l’ús d’envasos al buit i d’atmosfera modificada ha augmentat la seva vida útil per expandir-ne el mercat actual.
La preocupació creixent sobre els riscos potencials per a la salut associats amb el consum d’aliments amb alt contingut de greix ha portat la indústria alimentària a desenvolupar noves formulacions o a modificar productes tradicionals per fer-los més saludables. Aquestes modificacions inclouen l’ús d’ingredients no carnis que aporten certes característiques funcionals. La fibra dietètica s'ha utilitzat amb èxit en l'elaboració de productes carnis, tant en embotits curats com en embotits cuits.

## Gastronomia

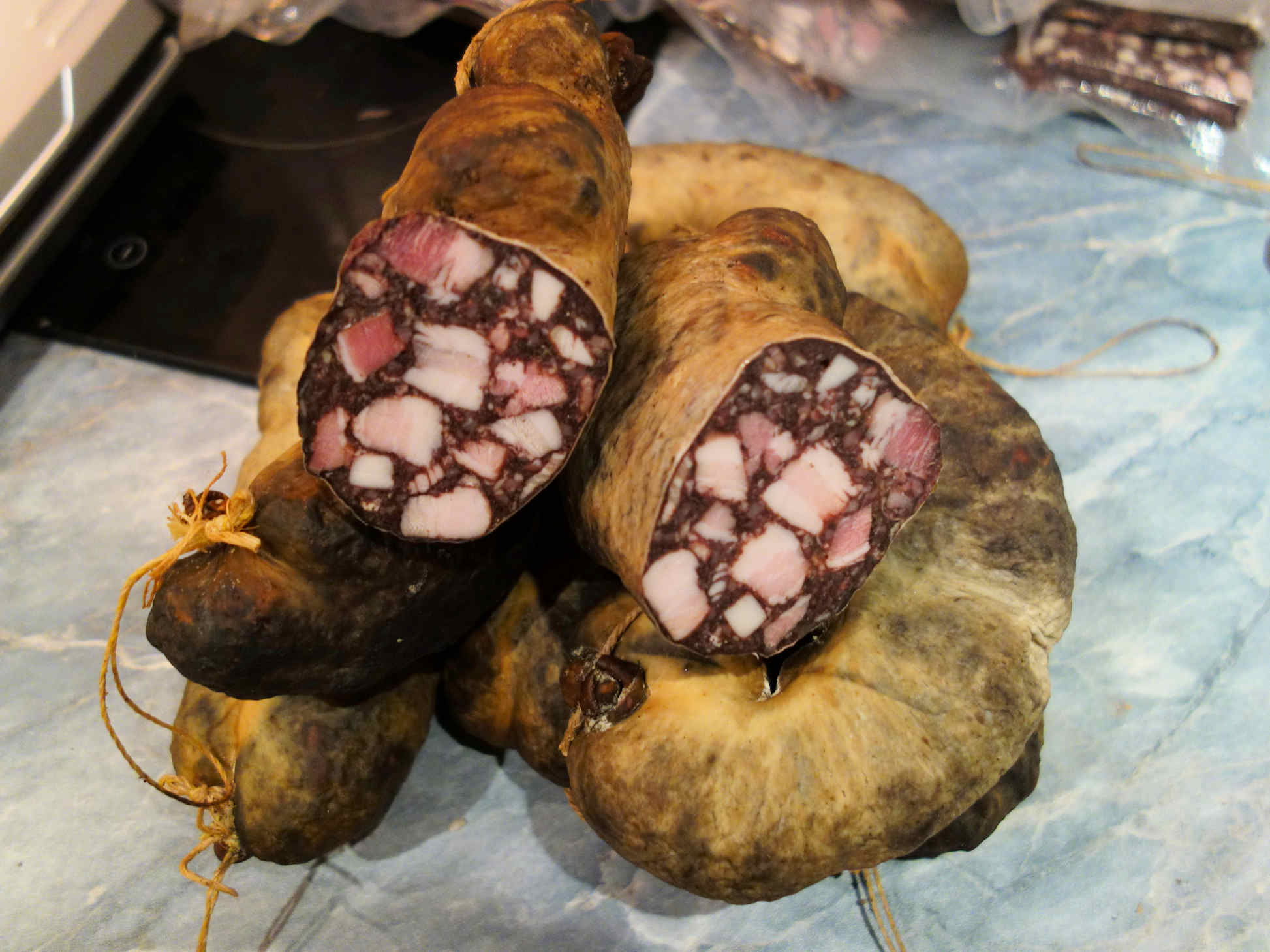
Botifarró típic d'Alemanya.

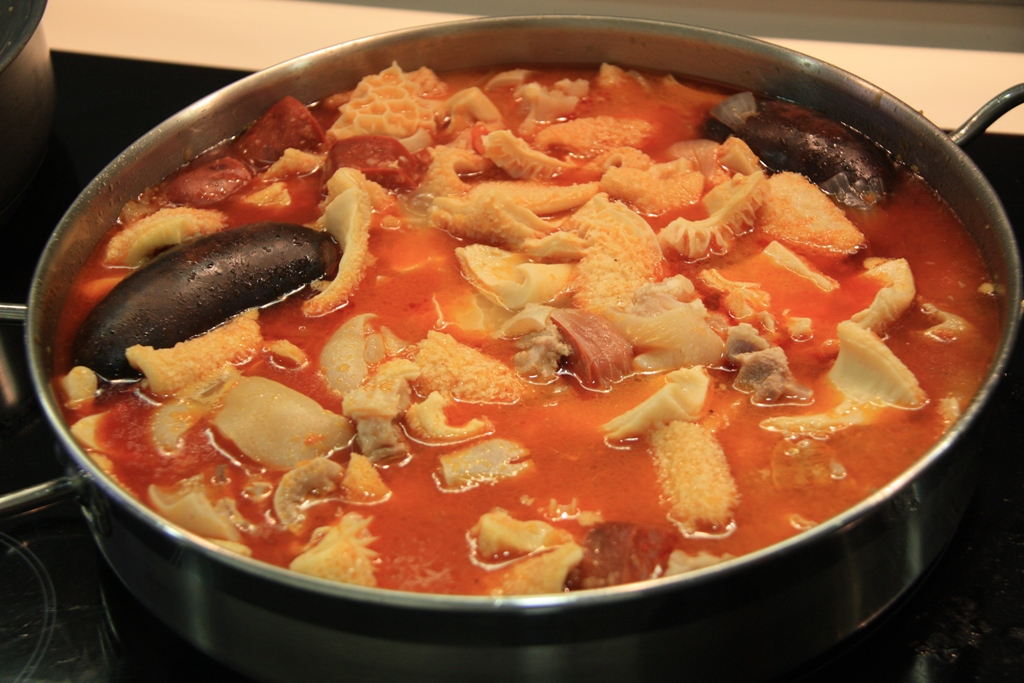
Guisat, tripa amb botifarró.

Antigament, els botifarrons es feien de manera artesana i familiar arreu dels Països Catalans, dins de la tradició de la matança del porc. Actualment, però, es produeixen a gran escala i de forma industrial. El consum d’aquest tipus de botifarres de sang és força popular en molts països europeus, encara que els ingredients utilitzats varien segons la regió. A diferència d'altres botifarres tradicionals cuites com el cavourmas de Grècia o les botifarres de sang d'Alemanya, en els botifarrons no s'hi afegeix carn. La Morcella de Assar de Portugal només inclou retalls grassos, sang i espècies, i se sotmet a un breu període de fumat després de la cocció.
A Mallorca i Menorca, els botifarrons tenen una forma cilíndrica amb una llargària variable entre 10 i 15 cm i un diàmetre de 2 a 4 cm. Els enfilalls solen contenir entre 12 i 20 botifarrons, amb un pes d’aproximadament 50-100 g. En canvi, a l’illa d’Eivissa, cada botifarró és una peça individual, amb una llargària d’uns 30-35 cm, un diàmetre de 3,5 cm i un pes superior als 200 g. El botifarró sol menjar-se cuit a la planxa o fregit, acompanyat de pa o en un entrepà. A Menorca, sovint es combina amb sobrassada també fregida. Un plat molt típic consisteix a fregir ous amb el mateix oli i servir els ous fregits acompanyats de sobrassada i botifarró.

## Valor nutricional
El botifarró, com molts dels embotits tradicionals, es caracteritza per tenir un alt contingut de sal i greixos saturats que són perjudicials per a la salut cardiovascular i poden provocar un augment del colesterol. No obstant això, en comparació amb altres embotits el botifarró és dels que té un menor contingut d'aquests nutrients i acostuma a tenir més greixos insaturats que altres aliments similars.
Tot i ser un aliment que s'ha de menjar amb regulació pels motius esmentats anteriorment, el consum de botifarró pot ser un bon suplement en una dieta gràcies a la seva riquesa en nutrients, deguda sobretot a la sang que conté. Aquesta fa que sigui especialment bo per a persones anèmiques gràcies al seu alt contingut en ferro. Conté també altres minerals en quantitats relativament altes com ara magnesi, zinc, calci, fòsfor, seleni o iode. De vitamines, conté sobretot vitamines B especialment la vitamina B3 i la B12. A més, la proteïna del botifarró és d'alta qualitat i conté tots els aminoàcids essencials. Tot i aquests punts positius, es recomana regula-ne el consum a causa del seu alt contingut calòric (aproximadament 600 kcal/100 g), sòdic i de greixos.

## Salut i riscos microbiològics
La falta de mesures de control microbiològic pot donar pas a la presència de diferents organismes que comporten un risc per a la salut dels consumidors, sigui per microorganismes patògens o no patògens. A més, s'ha de tenir en compte que el contingut de sang del botifarró és un bon medi de cultiu per a molts microorganismes per la seva riquesa en nutrients. Això és donat pel seu contingut amb sang i també per la seva alta activitat d'aigua (Aw>0.98) i el seu pH relativament neutre, al voltant de 6.
Pel que respecte als microorganismes no patògens, n'hi ha que alteren les propietats del botifarró i participen en el seu deteriorament. Posant com a exemple la morcilla de Burgos, conté sobretot bacteris fermentadors de l'àcid làctic com ara Leuconostoc mesenteroides o Weissella viridescens. La generació de productes àcids i gasos per la fermentació dels carbohidrats d'aquests dos bacteris altera les propietats organolèptiques generant una sensació àcida i desagradable en ser consumida.
Entre els microorganismes patògens que poden estar presents en aquests aliments hi ha: Listeria monocytogenes, diferents espècies de Salmonella o Clostridium, Escherichia coli i Staphylococcus aureus, entre d'altres. La gran majoria són bacteris aerobis mesòfils. Alguns acostumen a ser comensals de la microbiota intestinal i nasal respectivament; si es troben en l'aliment són indicadors de contaminació durant el procés de producció i poden causar malalties en persones immunodeprimides.
- Listeria monocytogenes: bacteri grampositiu del fílum Bacillota (abans anomenat Firmicutes) capaç de desenvolupar-se a temperatures entre 1 a 45 °C i, per tant, de superar temperatures de refrigeració (0-4 °C), pot sobreviure a concentracions de sal de més del 20% permetent el seu creixement en aliments salats. És capaç d'ocasionar infeccions greus en poblacions de risc (immunodeprimits, embarassades, nens, etc.) amb símptomes com: gastroenteritis, septicèmia, meningitis o encefalitis.[12][16]

- Salmonella spp: bacteris gramnegatius de la família de les enterobacteriàcies. Entre les espècies causants de salmonel·losi hi ha Salmonella enteritidis i Salmonella typhimurium (serogrups de Salmonella enterica), que provoquen gastroenteritis. La transmissió de la malaltia es deu al contacte fecal o el consum d’aliments d’origen animal amb una concentració bacteriana superior a 105 cèl·lules.[12][17]

- Escherichia coli: bacteri gramnegatiu de la família de les enterobacteriàcies. Molt utilitzat com indicador fecal pel fet que forma part de la microbiota d'animals de sang calenta i està present quasi sempre en les seves femtes. El consum d'aliments amb soques patògenes de E. coli pot causar gastroenteritis provocades per les seves enterotoxines amb símptomes associats com ara diarrea, vòmits, dolor abdominal, cansament o astènia.[12][18]

- Clostridium spp: gènere de bacteris grampositius amb dues espècies d'interès en l'àmbit alimentar, Clostridium perfringens (o també anomenat Clostridium welchii) i Clostridium botulinum. Entre els quatre tipus de toxines (A, B, C, D i E) presents en aquest grup bacterià, principalment la toxina A està associada a brots de malalties de transmissió alimentària. La ingesta d'aliments amb certes concentracions de cèl·lules viables (>108) pot provocar diarrea i dolor abdominal amb recuperació relativament ràpida en el cas de Clostridium perfringens.[12][19][20] En el cas de Clostridium botulinum, aquest bacteri causa el botulisme, una malaltia molt greu produïda per la presència de la toxina A en un aliment.[21] Aquesta toxina i les espores de C. botulinum es poden eliminar de l'aliment en una cocció a 85 °C durant com a mínim 5 minuts. Si no es compleix bé aquest procediment, les espores poden germinar ràpidament i produir la toxina botulínica, que amb dosis petites d'1.3-2.1 nanograms per kg ja pot ser mortal.[22]

- Staphylococcus aureus: bacteris grampositius que formen part de la microbiota de les fosses nasals, la pell i del tracte gastrointestinal. Entre les múltiples afeccions en la salut provocades per aquest patogen, la producció d'enterotoxines són les que es poden relacionar amb la ingesta d'aliments, sobretot les de tipus A i D.[12][23] Pel fet que està present en una bona part de la microbiota de la població, es pot utilitzar la seva detecció per saber si un aliment ha estat manipulat de forma correcta pels treballadors de la indústria alimentària.[24]

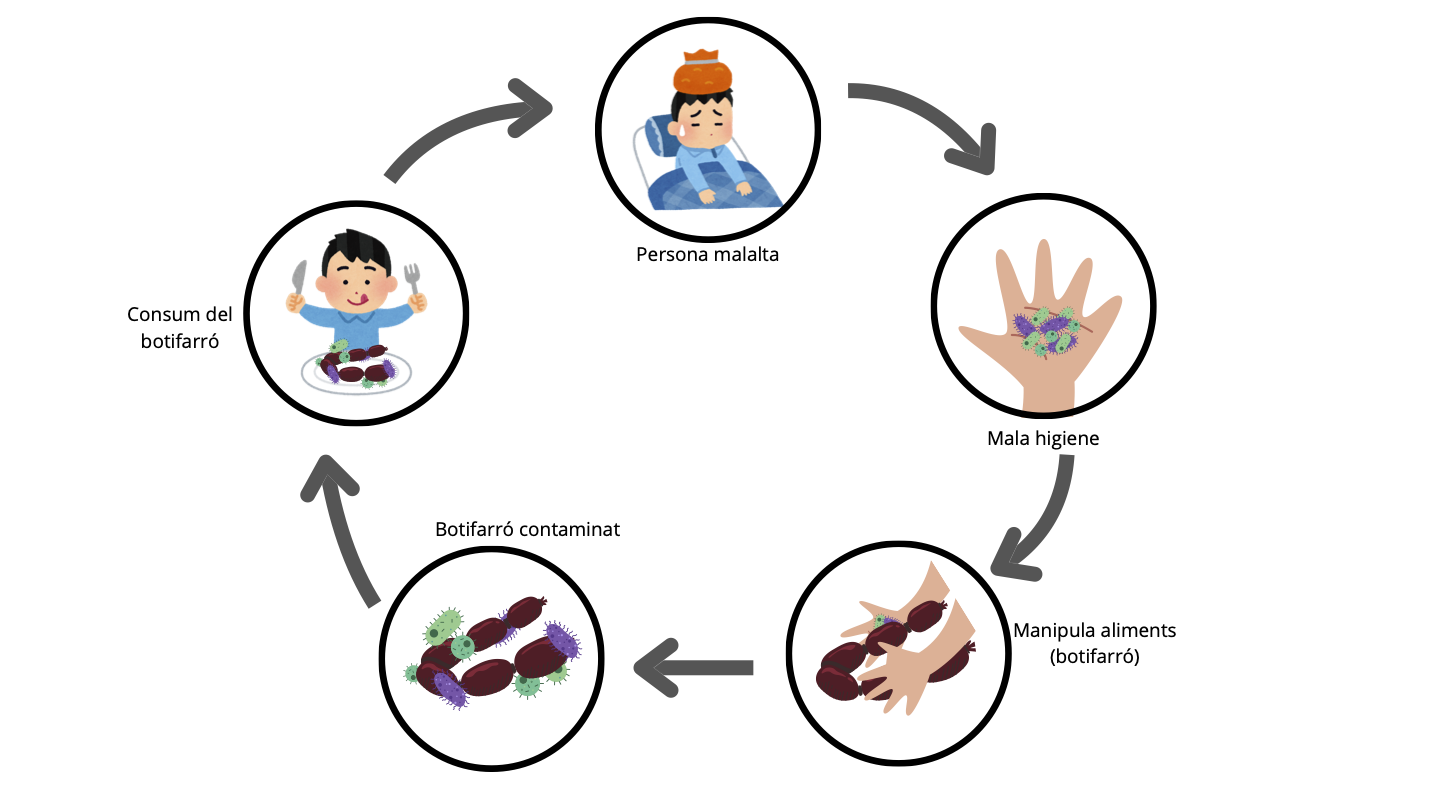
Higiene personal deficient

Tot això comporta a la implementació de mesures de control per evitar la presència d'aquests microorganismes. En tot el procés d'elaboració cal mantenir un bon nivell d'higiene per evitar la contaminació externa de l'aliment, i això va des de la implementació de la indumentària de protecció alimentaria adequada (guants, davantals, ulleres, etc.), de la correcta desinfecció dels utensilis empleats sigui per sabó, etanol o algun altre compost o mètode. Per prevenir el creixement microbiològic, la clau està generalment en la temperatura de l'aliment en l'emmagatzematge, transport, elaboració i tractament culinari abans de ser consumit. Per la refrigeració, la temperatura general recomanada és de 3 a 4 °C per tal d'evitar la descomposició de l'aliment o la proliferació de bacteris patògens. Al moment de cuinar el botifarró o altres productes carnis, s'han d'aplicar els diferents mètodes de cocció (com bullir, fregir o rostir) a temperatures del voltant de 75 a 80 °C per neutralitzar o inclús eliminar completament els bacteris perjudicials.

### Brots infecciosos associats al botifarró
A Alemanya, l'any 1735, es va donar el primer brot de botulisme del qual es té registre. La causa va ser el consum de botifarrons crus que devien estar contaminats amb Clostridium botulinum i el brot va acabar amb la mort de més de la meitat dels infectats.
Durant el 2018 i el 2019, a Alemanya, va tenir lloc el brot de listeriosi més gran a Europa en els últims temps. Va haver-hi fins a 112 casos d’infecció, i es va trobar l’origen en botifarrons infectats amb Listeria monocytogenes. Un cop es va retirar el producte del mercat, van deixar d’aparèixer nous casos i el brot es va donar per acabat.
A Espanya l’any 2022 l’AESAN (Agència Espanyola de Seguretat Alimentària i Nutrició) va activar una alerta sanitària perquè es va detectar la presència de Listeria monocytogenes en el botifarró de la marca Chacinas del Bosque. El producte va ser retirat del mercat i no es té coneixement de cap infecció.

## Festes i tradicions
Segons el filòsof grec Plató (Mithaïcos , 428 aC), el botifarró va ser inventat pel grec Aftónitas.
El botifarró apareix ja esmentat a l'Odissea d'Homer. La primera descripció escrita en català es troba al llibre de cuina catalana medieval anomenat Llibre del Coch, del mestre Robert.
En català quan una activitat és molt fàcil, es diu popularment que és «com qui fa botifarrons». El refrany «allà on no hi ha sang, no fan botifarrons» s'usa per a dir que com que no hi ha parentesc (vincle de sang) no hi sol haver tanta estimació com quan sí que n'hi ha.
El botifarró és un embotit tradicional present a diverses regions mediterrànies, especialment les Illes Balears, Catalunya i el País Valencià. L'elaboració del botifarró té una forta tradició associada a les matances de porc, una celebració comunitària que reuneix amics i familiars per preparar diversos embotits. Aquestes festivitats són especialment rellevants en zones rurals, on el botifarró és considerat un aliment essencial del patrimoni gastronòmic.

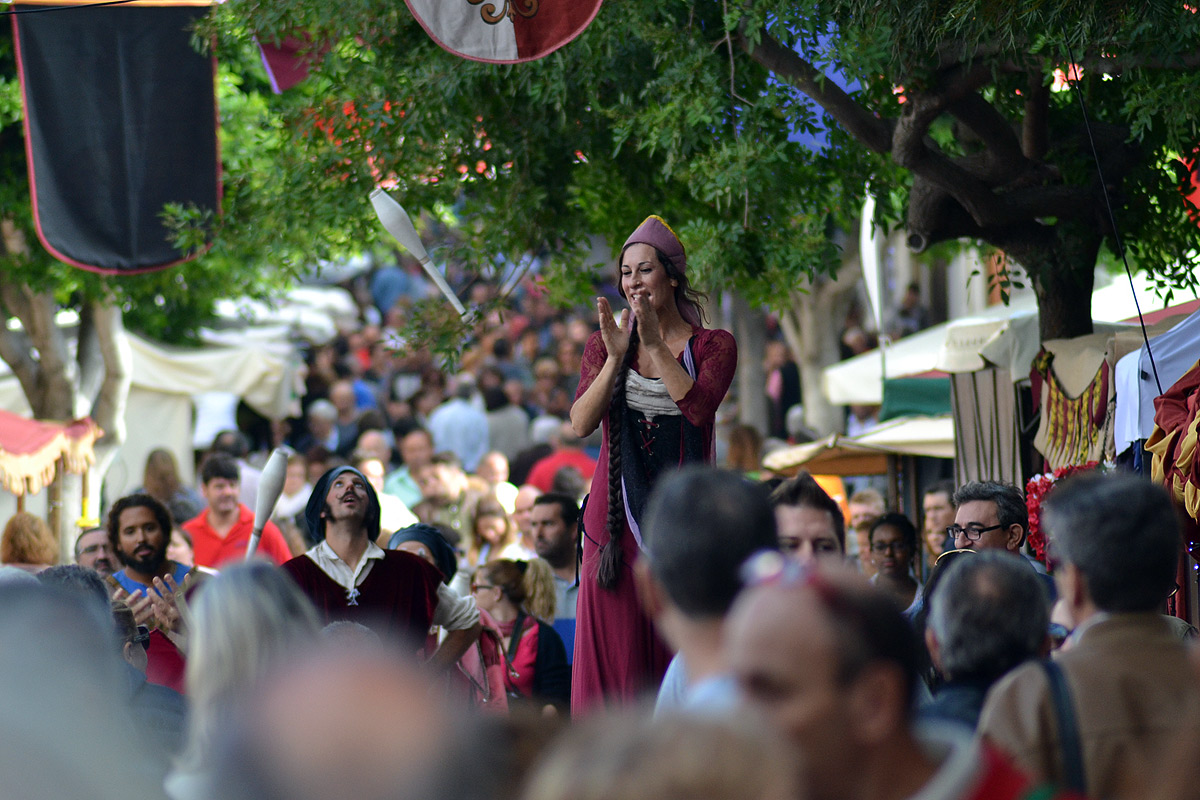
Festa tradicional, Dijous Bo, Mallorca.

En la cultura popular, aquest embotit també té una presència significativa en festivitats i celebracions. Per exemple, a Mallorca, se sol servir durant el Dijous Bo, una fira tradicional amb una llarga història, així com celebracions de fires locals o actes relacionats amb la gastronomia balear.

#### Sant Antoni Abat: El Botifarró a les Festes del Foc
Se celebren altres festivitats, com la festa de Sant Antoni Abat, conegut popularment com a Sant Antoni dels rucs o del porquet, i venerat com a patró dels animals domèstics, especialment aquells utilitzats per al treball com ases, cavalls i mules, i també els animals de companyia. La seva festivitat ha arrelat fortament en la cultura catalana, amb tradicions que honoren la seva figura i la seva protecció sobre els animals que acompanyen els humans, tant en les tasques diàries com a la llar. Presenta diverses variants segons les diferents regions de parla catalana.

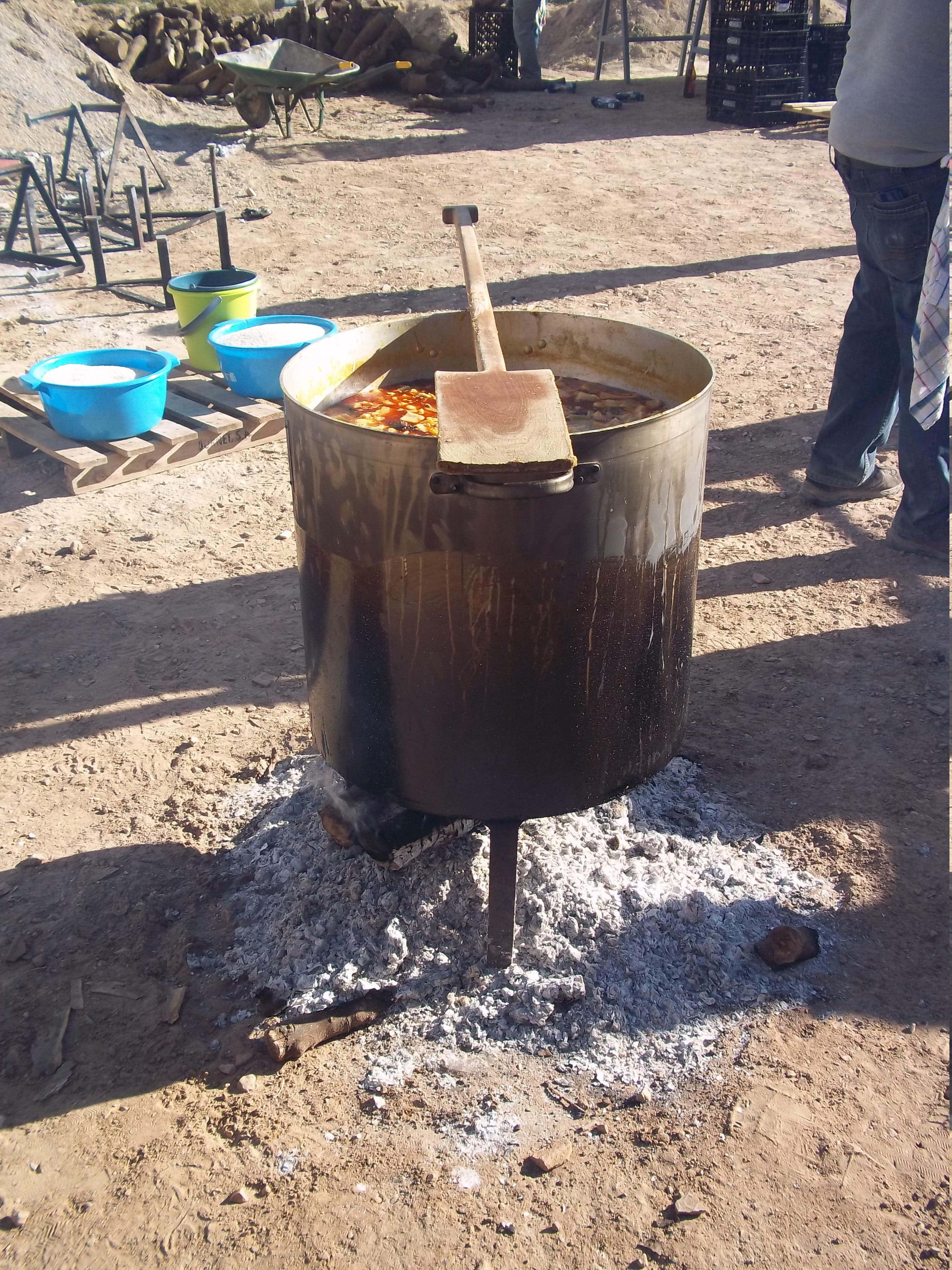
Caldera d'arròs en la festa de Sant Antoni a Massalfassar, València.

Mallorca: Les festes de Sant Antoni hi són molt arrelades, les fogueres i els dimonis animen els carrers la nit del 16 de gener. En aquesta festa, destaca la gastronomia derivada de les tradicionals matances del porc, amb productes com la sobrassada, el botifarró i altres carns que es rosteixen a les fogueres. Aquesta festa, plena de cants, balls, benediccions d'animals, concerts i un piromusical amb dimonis que ballen entre el foc, converteix aquest embotit en símbol de germanor i tradició.
Menorca: El 17 de gener, se celebra Sant Antoni, juntament amb la Diada del Poble de Menorca. Als diversos municipis de l'illa, hi ha mercats, benediccions d'animals i torrades populars. Els entrepans de sobrassada i botifarró, embotits tradicionals de Menorca, són protagonistes al costat del foc mentre es gaudeix de balls típics com el fandango i la jota.

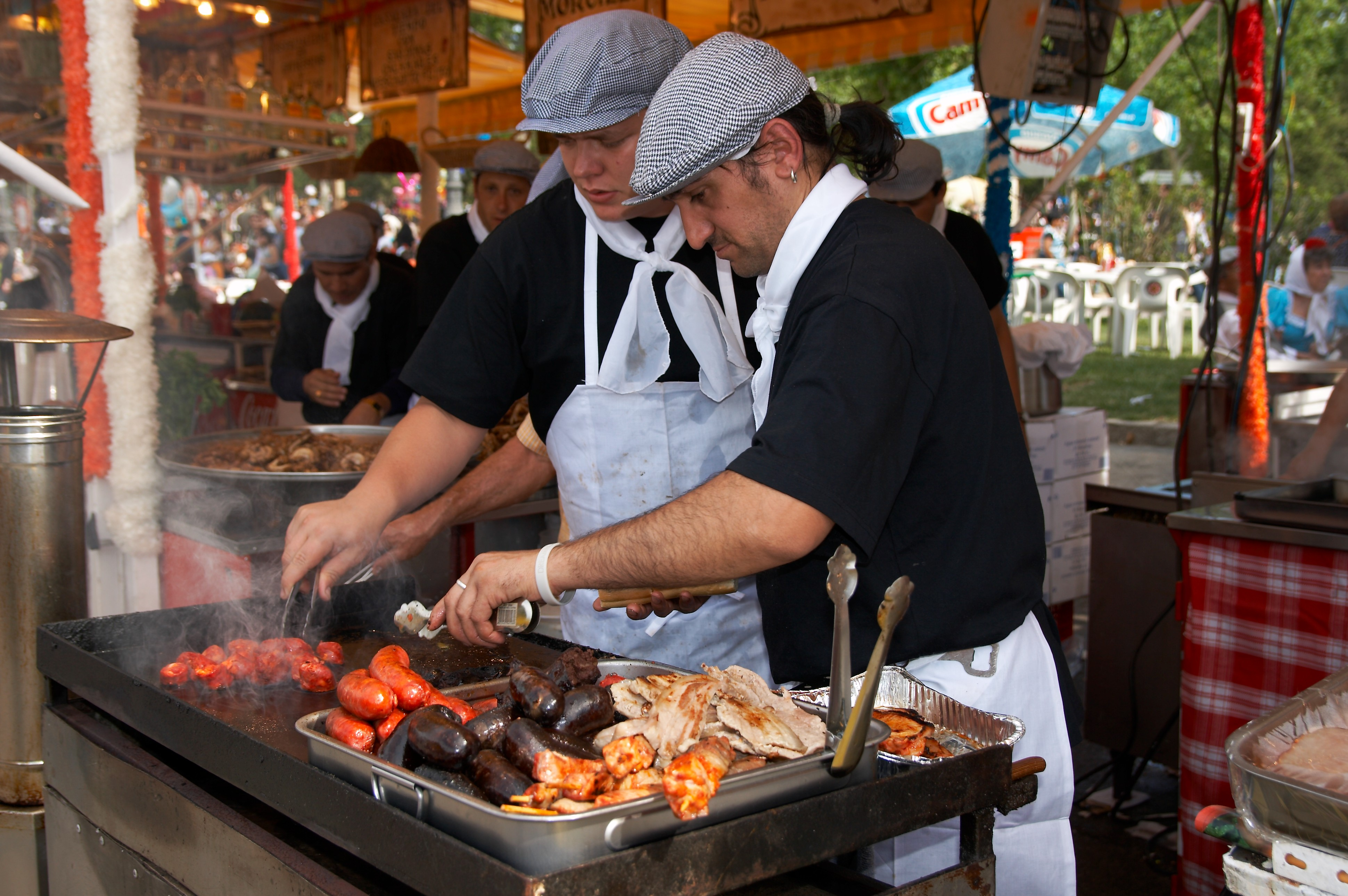
Botifarrons gruixuts i curts cuits a la plantxa al carrer, amb xoriços i carns, per a unes festes populars a Madrid.

País Valencià: La Festa de Sant Antoni, també anomenada Sant Antoni del porquet o Santantonada, és una de les més populars del territori valencià, entre 320 i 400 celebracions al voltant del 17 de gener. Aquesta festa d'hivern té diversos elements que la conformen, com ara: fogueres, benediccions d'animals, àpats comunitaris, fires i porrats, curses, processons, i altres activitats. Els àpats típics que se solen oferir en aquestes festivitats solen ser embotits, com el botifarró, les calderes d'arròs, les coques i les farinetes. Aquesta celebració combina gastronomia, jocs tradicionals i actes religiosos que enforteixen el patrimoni cultural.
Catalunya: La festa de Sant Antoni se celebra a moltes localitats catalanes, on pren un seguit de noms diferents: Festa de Sant Antoni d'Ascó, Encamissada de Falset, Festa Major de Sant Antoni, Foguerons de Sa Pobla Gràcia, entre d'altres. La festa de Sant Antoni se celebra a moltes localitats catalanes amb tradicions que combinen elements religiosos i festius, i el botifarró hi té un paper destacat com a símbol de la gastronomia local. A Ascó, la celebració inclou els tradicionals Tres Tombs, fogueres i torrades de botifarrons, mentre que a Falset, l'Encamisada anima els carrers amb genets i fogueres on es cuinen embotits.
A Gandesa, les fogueres i la benedicció d’animals són centrals, i els assistents gaudeixen del botifarró a les fogueres, un patró similar a Vilanova i la Geltrú, on es fan els tres tombs i una gran torrada popular.A Barcelona, la Festa Major de Sant Antoni manté tradicions de foc i gastronomia, mentre que als Foguerons de Sa Pobla a Gràcia es recrea la festa mallorquina amb balls i degustació de botifarró i sobrassada.
Les Festes dels Tonis a Santa Eugènia de Berga i Taradell retornen als orígens rurals amb desfilades de traginers i animals, acompanyades de fogueres per rostir botifarrons. A Balsareny, la Festa dels Traginers celebra els antics transportistes amb cavalls i carros i inclou àpats de productes de porc a la vora del foc.

## Curiositats
Al poble de Ramsbottom (Lancashire) té lloc anualment la Competició Mundial de Tir de Botifarró, que consisteix a enderrocar la quantitat més gran possible d'una pila de púdings de Yorkshire (Yorkshire pudding) ubicats a un parell de metres d'altura, emprant com a màxim tres botifarrons, concretament Bury Black Puddings, que són l'especialitat de la regió. Explica la llegenda que l'esdeveniment es remunta a la Guerra de les Dues Roses, quan les forces contràries de la casa de Lancaster i de la casa de York es van quedar sense munició i van començar a llançar-se botifarrons i púdings uns als altres.
En Espanya, existeix una expressió antiga, «Que te den morcilla», que data del segle xv, l'any 1492, quan els Reis Catòlics van expulsar els musulmans de l'últim regne nazarí que controlaven, Granada. A partir d'aquest moment, tots els musulmans que continuessin sota el domini de la Corona de Castella havien de convertir-se al cristianisme i adoptar els seus costums. Quan sorgia la sospita que algun d'ells continuava practicant les seves antigues creences o costums i no seguia les tradicions catòliques imposades, se'ls sotmetia a proves com ara menjar botifarró. L'Alcorà considera haram el consum de porc perquè la religió islàmica el considera un animal impur, portador de malalties. Per això es fa servir aquesta expressió quan es vol posar fi a una discussió amb algú que està molestant o amb qui no s'està d'acord.